# Campeonato de Primera B 1990-91 (Argentina)
El Campeonato de Primera División B 1990-91 fue la quincuagésima octava temporada de la Primera B y la quinta como tercera categoría del fútbol argentino. Fue disputado entre el 28 de julio de 1990 y el 13 de abril de 1991. Su objetivo fue el de otorgar un ascenso directo a la Primera B Nacional al equipo que se coronase campeón y a un segundo equipo a través de dos Torneos Zonales, disputado contra equipos del Torneo del Interior 1990-91. En ambos casos se agregaba una posibilidad más de ascenso, al disputarse un Torneo Reducido de ascenso a la Primera División de Argentina, contra equipos que disputaron el Campeonato Nacional B 1990-91.
Se incorporaron para el torneo Berazategui y Argentino (R), campeón y segundo ascendido de la Primera C, respectivamente, así como Los Andes y Deportivo Armenio, descendidos del Nacional B.
El campeón fue Central Córdoba, que logró el ascenso al Nacional B. También consiguió ascender Nueva Chicago al ganar el Zonal Noroeste. Ambos equipos a su vez, se ganaron el derecho de participar en el Torneo Reducido de Ascenso por una plaza en la Primera División Argentina, sin embargo ninguno de los dos logró acceder a dicha plaza, debiendo disputar la temporada 1991-92 en la Primera B Nacional.
Asimismo, el torneo determinó el descenso de Berazategui que había finalizado entre los últimos dos lugares de la tabla de promedios y luego perdió su serie en el Torneo de permanencia. En el final de la temporada proscribe a Temperley de los torneos de la AFA debido a la quiebra del club.

## Ascensos y descensos
| Posición | Descendidos de la Primera B 1989-90 |
| -------- | ----------------------------------- |
| 16.º     | Defensores de Belgrano              |
| 17.º     | Argentino de Quilmes                |

| Posición  | Ascendidos de la Primera C 1989-90 |
| --------- | ---------------------------------- |
| 1.°       | Berazategui                        |
| Gan. Red. | Argentino (R)                      |

| Posición       | Ascendidos al Nacional B 1990-91 |
| -------------- | -------------------------------- |
| 1.º            | Deportivo Morón                  |
| Zonal Sureste  | Atlanta                          |
| Zonal Noroeste | Deportivo Laferrere              |

| Posición | Descendidos del Nacional B 1989-90 |
| -------- | ---------------------------------- |
| 20.º     | Los Andes                          |
| 22.º     | Deportivo Armenio                  |

- De esta manera, el número de equipos participantes se redujo a 16.

## Equipos participantes
| Equipo            | Ciudad              | Estadio                 | Capacidad |
| ----------------- | ------------------- | ----------------------- | --------- |
| All Boys          | Buenos Aires        | Islas Malvinas          | 12.000    |
| Almagro           | José Ingenieros     | Tres de Febrero         | 18.000    |
| Argentino         | Rosario             | José Martín Olaeta      | 6800      |
| Arsenal           | Sarandí             | Julio Humberto Grondona | 5900      |
| Berazategui       | Berazategui         | Norman Lee              | 5500      |
| Central Córdoba   | Rosario             | Gabino Sosa             | 10.000    |
| Chacarita Juniors | Villa Maipú         | Chacarita Juniors       | 24.300    |
| Deportivo Armenio | Ingeniero Maschwitz | Juan Pasquale           | 9000      |
| Deportivo Merlo   | Merlo               | José Manuel Moreno      | 8500      |
| El Porvenir       | Gerli               | Enrique de Roberts      | 14.000    |
| Estudiantes       | Caseros             | Ciudad de Caseros       | 16.500    |
| Ituzaingó         | Ituzaingó           | Ituzaingó               | 3500      |
| Los Andes         | Lomas de Zamora     | Eduardo Gallardón       | 33.542    |
| Nueva Chicago     | Buenos Aires        | Nueva Chicago           | 25.000    |
| San Miguel        | San Miguel          | Malvinas Argentinas     | 6800      |
| Temperley         | Temperley           | Alfredo Beranger        | 18.000    |

### Distribución geográfica de los equipos
| Región                 | Cant. | Equipos |
| ---------------------- | ----- | --- |
| Conurbano bonaerense   | 12    | Almagro, Arsenal, Berazategui, Chacarita Juniors, Deportivo Armenio, Deportivo Merlo, El Porvenir, Estudiantes, Ituzaingó, Los Andes, San Miguel y Temperley |
| Ciudad de Buenos Aires | 2     | All Boys y Nueva Chicago |
| Ciudad de Rosario      | 2     | Argentino y Central Córdoba |

## Formato

### Competición
Se disputó un torneo de 30 fechas por el sistema de todos contra todos, ida y vuelta.

### Ascensos
El equipo que más puntos obtuvo salió campeón y ascendió directamente. Los equipos ubicados en el segundo y quinto puesto de la tabla de posiciones final clasificaron al Zonal Sureste, mientras que los ubicados en el tercer y cuarto puesto disputaron el Zonal Noroeste.

### Descensos
El promedio se calculaba sumando los puntos obtenidos en la fase regular de los torneos de 1988/89, 1989/90 y 1990/91 dividiendo por estas 3 temporadas. Los equipos que ocuparon los dos últimos lugares de la tabla de descenso jugaron un Torneo Permanencia para evitar el descenso a la Primera C.

## Tabla de posiciones final
| Pos. | Equipo              | Pts. | PJ | PG | PE | PP | GF | GC | Dif. |
| ---- | ------------------- | ---- | -- | -- | -- | -- | -- | -- | ---- |
| 01.º | Central Córdoba (R) | 40   | 30 | 15 | 10 | 5  | 46 | 28 | 18   |
| 02.º | Almagro             | 39   | 30 | 15 | 9  | 6  | 49 | 32 | 17   |
| 03.º | Nueva Chicago       | 39   | 30 | 13 | 13 | 4  | 40 | 27 | 13   |
| 04.º | Arsenal             | 37   | 30 | 12 | 13 | 5  | 42 | 24 | 18   |
| 05.º | Estudiantes         | 33   | 30 | 12 | 9  | 9  | 35 | 35 | 0    |
| 06.º | San Miguel          | 30   | 30 | 8  | 14 | 8  | 31 | 29 | 2    |
| 07.º | Argentino (R)       | 29   | 30 | 10 | 9  | 11 | 29 | 28 | 1    |
| 08.º | Los Andes           | 29   | 30 | 9  | 11 | 10 | 28 | 32 | −4   |
| 09.º | Temperley           | 29   | 30 | 11 | 7  | 12 | 28 | 34 | −6   |
| 10.º | El Porvenir         | 28   | 30 | 7  | 14 | 9  | 31 | 35 | −4   |
| 11.º | Chacarita Juniors   | 27   | 30 | 9  | 9  | 12 | 33 | 35 | −2   |
| 12.º | Ituzaingó           | 25   | 30 | 5  | 15 | 10 | 25 | 34 | −9   |
| 13.º | Deportivo Merlo     | 25   | 30 | 7  | 11 | 12 | 24 | 34 | −10  |
| 14.º | Berazategui         | 25   | 30 | 7  | 11 | 12 | 28 | 39 | −11  |
| 15.º | All Boys            | 22   | 30 | 6  | 12 | 12 | 29 | 40 | −11  |
| 16.º | Deportivo Armenio   | 21   | 30 | 7  | 7  | 16 | 34 | 46 | −12  |

|  | Campeón. Ascendió al Nacional B.      |
|  | Clasificado al Torneo Zonal Sureste.  |
|  | Clasificado al Torneo Zonal Noroeste. |

|  |

Club Atlético Central Córdoba Campeón Primera B 1990-91 Ascendido a la B Nacional 1991-92

## Torneo Zonal

### Zonal Noroeste
|  | Cuartos de final                        | Cuartos de final  | Cuartos de final                      | Cuartos de final | Cuartos de final |   |                                       | Semifinales    | Semifinales | Semifinales | Semifinales |                                      |               | Final | Final | Final | Final | Final |  |
|  |                                         |                   |                                       |                  |                  |   |                                       |                |             |             |             |                                      |               |       |       |       |       |       |  |
|  |                                         |                   |                                       |                  |                  |   |                                       |                |             |             |             |                                      |               |       |       |       |       |       |  |
|  | Bandera de la Provincia de Jujuy        | Gimnasia (J)      | 3                                     | 0                | (4)              |   |                                       |                |             |             |             |                                      |               |       |       |       |       |       |  |
|  | Bandera de la Provincia de Jujuy        | Gimnasia (J)      | 3                                     | 0                | (4)              |   |                                       |                |             |             |             |                                      |               |       |       |       |       |       |  |
|  | Bandera de la Provincia de Catamarca    | Sarmiento         | 2                                     | 1                | (2)              |   |                                       |                |             |             |             |                                      |               |       |       |       |       |       |  |
|  | Bandera de la Provincia de Catamarca    | Sarmiento         | 2                                     | 1                | (2)              |   | Bandera de la Provincia de Jujuy      | Gimnasia (J)   | 1           | 2           |             |                                      |               |       |       |       |       |       |  |
|  |                                         |                   |                                       |                  |                  |   | Bandera de la Provincia de Jujuy      | Gimnasia (J)   | 1           | 2           |             |                                      |               |       |       |       |       |       |  |
|  |                                         |                   | Bandera de la Ciudad de Buenos Aires  | Nueva Chicago    | 1                | 3 |                                       |                |             |             |             |                                      |               |       |       |       |       |       |  |
|  | Bandera de la Provincia de Misiones     | Deportivo Galaxia | Bandera de la Ciudad de Buenos Aires  | Nueva Chicago    | 1                | 3 | 0                                     | 0              |             |             |             |                                      |               |       |       |       |       |       |  |
|  | Bandera de la Provincia de Misiones     | Deportivo Galaxia |                                       |                  |                  |   |                                       |                |             |             |             |                                      |               |       |       |       |       |       |  |
|  | Bandera de la Ciudad de Buenos Aires    | Nueva Chicago     | 1                                     | 2                |                  |   |                                       |                |             |             |             |                                      |               |       |       |       |       |       |  |
|  | Bandera de la Ciudad de Buenos Aires    | Nueva Chicago     | 1                                     | 2                |                  |   |                                       |                |             |             |             | Bandera de la Ciudad de Buenos Aires | Nueva Chicago | 1     | 1     | (3)   |       |       |  |
|  |                                         |                   |                                       |                  |                  |   |                                       |                |             |             |             | Bandera de la Ciudad de Buenos Aires | Nueva Chicago | 1     | 1     | (3)   |       |       |  |
|  |                                         |                   | Bandera de la Provincia de Entre Ríos | Gimnasia (CdU)   | 1                | 1 | (1)                                   |                |             |             |             |                                      |               |       |       |       |       |       |  |
|  | Bandera de la Provincia de Entre Ríos   | Gimnasia (CdU)    | Bandera de la Provincia de Entre Ríos | Gimnasia (CdU)   | 1                | 1 | (1)                                   | 2              | 0           | (4)         |             |                                      |               |       |       |       |       |       |  |
|  | Bandera de la Provincia de Entre Ríos   | Gimnasia (CdU)    |                                       |                  |                  |   |                                       |                | 0           | (4)         |             |                                      |               |       |       |       |       |       |  |
|  | Bandera de la Provincia de Buenos Aires | Arsenal           | 0                                     | 2                | (2)              |   |                                       |                |             |             |             |                                      |               |       |       |       |       |       |  |
|  | Bandera de la Provincia de Buenos Aires | Arsenal           | 0                                     | 2                | (2)              |   | Bandera de la Provincia de Entre Ríos | Gimnasia (CdU) | 1           | 0           |             |                                      |               |       |       |       |       |       |  |
|  |                                         |                   |                                       |                  |                  |   | Bandera de la Provincia de Entre Ríos | Gimnasia (CdU) | 1           | 0           |             |                                      |               |       |       |       |       |       |  |
|  |                                         |                   | Bandera de la Provincia de Córdoba    | Estudiantes      | 0                | 0 |                                       |                |             |             |             |                                      |               |       |       |       |       |       |  |
|  | Bandera de la Provincia de Tucumán      | Sportivo Guzmán   | Bandera de la Provincia de Córdoba    | Estudiantes      | 0                | 0 | 2                                     | 0              |             |             |             |                                      |               |       |       |       |       |       |  |
|  | Bandera de la Provincia de Tucumán      | Sportivo Guzmán   |                                       |                  |                  |   |                                       |                |             |             |             |                                      |               |       |       |       |       |       |  |
|  | Bandera de la Provincia de Córdoba      | Estudiantes       | 0                                     | 3                |                  |   |                                       |                |             |             |             |                                      |               |       |       |       |       |       |  |
|  | Bandera de la Provincia de Córdoba      | Estudiantes       | 0                                     | 3                |                  |   |                                       |                |             |             |             |                                      |               |       |       |       |       |       |  |
|  |                                         |                   |                                       |                  |                  |   |                                       |                |             |             |             |                                      |               |       |       |       |       |       |  |

Nota: En la línea superior de cada llave, figuran los equipos que jugaron los partidos de ida en condición de local.

### Zonal Sureste
|  | Cuartos de final                        | Cuartos de final | Cuartos de final                        | Cuartos de final | Cuartos de final |                                     |                 | Semifinales | Semifinales | Semifinales | Semifinales | Semifinales |  |                                    | Final        | Final | Final | Final |  |
|  |                                         |                  |                                         |                  |                  |                                     |                 |             |             |             |             |             |  |                                    |              |       |       |       |  |
|  |                                         |                  |                                         |                  |                  |                                     |                 |             |             |             |             |             |  |                                    |              |       |       |       |  |
|  | Bandera de la Provincia de Mendoza      | Gimnasia (M)     | 1                                       | 3                |                  |                                     |                 |             |             |             |             |             |  |                                    |              |       |       |       |  |
|  | Bandera de la Provincia de Mendoza      | Gimnasia (M)     | 1                                       | 3                |                  |                                     |                 |             |             |             |             |             |  |                                    |              |       |       |       |  |
|  | Bandera de la Provincia de Buenos Aires | Almagro          | 1                                       | 1                |                  |                                     |                 |             |             |             |             |             |  |                                    |              |       |       |       |  |
|  | Bandera de la Provincia de Buenos Aires | Almagro          | 1                                       | 1                |                  | Bandera de la Provincia de Mendoza  | Gimnasia (M)    | 0           | 0           | (3)         |             |             |  |                                    |              |       |       |       |  |
|  |                                         |                  |                                         |                  |                  | Bandera de la Provincia de Mendoza  | Gimnasia (M)    | 0           | 0           | (3)         |             |             |  |                                    |              |       |       |       |  |
|  |                                         |                  | Bandera de la Provincia de Buenos Aires | Alvarado         | 0                | 0                                   | (1)             |             |             |             |             |             |  |                                    |              |       |       |       |  |
|  | Bandera de la Provincia de Buenos Aires | Alvarado         | Bandera de la Provincia de Buenos Aires | Alvarado         | 0                | 0                                   | (1)             | 1           | 0           | (5)         |             |             |  |                                    |              |       |       |       |  |
|  | Bandera de la Provincia de Buenos Aires | Alvarado         |                                         |                  |                  |                                     |                 |             |             | (5)         |             |             |  |                                    |              |       |       |       |  |
|  | Bandera de la Provincia de La Pampa     | All Boys (SR)    | 1                                       | 0                | (4)              |                                     |                 |             |             |             |             |             |  |                                    |              |       |       |       |  |
|  | Bandera de la Provincia de La Pampa     | All Boys (SR)    | 1                                       | 0                | (4)              |                                     |                 |             |             |             |             |             |  | Bandera de la Provincia de Mendoza | Gimnasia (M) | 0     | 0     |       |  |
|  |                                         |                  |                                         |                  |                  |                                     |                 |             |             |             |             |             |  | Bandera de la Provincia de Mendoza | Gimnasia (M) | 0     | 0     |       |  |
|  |                                         |                  | Bandera de la Provincia de San Juan     | San Martín (SJ)  | 1                | 2                                   |                 |             |             |             |             |             |  |                                    |              |       |       |       |  |
|  | Bandera de la Provincia de Buenos Aires | Estudiantes      | Bandera de la Provincia de San Juan     | San Martín (SJ)  | 1                | 2                                   | 1               | 0           |             |             |             |             |  |                                    |              |       |       |       |  |
|  | Bandera de la Provincia de Buenos Aires | Estudiantes      |                                         |                  |                  |                                     |                 |             |             |             |             |             |  |                                    |              |       |       |       |  |
|  | Bandera de la Provincia de San Juan     | San Martín (SJ)  | 1                                       | 1                |                  |                                     |                 |             |             |             |             |             |  |                                    |              |       |       |       |  |
|  | Bandera de la Provincia de San Juan     | San Martín (SJ)  | 1                                       | 1                |                  | Bandera de la Provincia de San Juan | San Martín (SJ) | 2           | 0           |             |             |             |  |                                    |              |       |       |       |  |
|  |                                         |                  |                                         |                  |                  | Bandera de la Provincia de San Juan | San Martín (SJ) | 2           | 0           |             |             |             |  |                                    |              |       |       |       |  |
|  |                                         |                  | Bandera de la Provincia de Buenos Aires | Olimpo           | 0                | 1                                   |                 |             |             |             |             |             |  |                                    |              |       |       |       |  |
|  | Bandera de la Provincia de Buenos Aires | Olimpo           | Bandera de la Provincia de Buenos Aires | Olimpo           | 0                | 1                                   | 2               | 2           |             |             |             |             |  |                                    |              |       |       |       |  |
|  | Bandera de la Provincia de Buenos Aires | Olimpo           |                                         |                  |                  |                                     |                 |             |             |             |             |             |  |                                    |              |       |       |       |  |
|  | Bandera de la Provincia del Chubut      | Petroquímica     | 3                                       | 0                |                  |                                     |                 |             |             |             |             |             |  |                                    |              |       |       |       |  |
|  | Bandera de la Provincia del Chubut      | Petroquímica     | 3                                       | 0                |                  |                                     |                 |             |             |             |             |             |  |                                    |              |       |       |       |  |
|  |                                         |                  |                                         |                  |                  |                                     |                 |             |             |             |             |             |  |                                    |              |       |       |       |  |

Nota: En la línea superior de cada llave, figuran los equipos que jugaron los partidos de ida en condición de local.

### Ascendidos a la Primera B Nacional

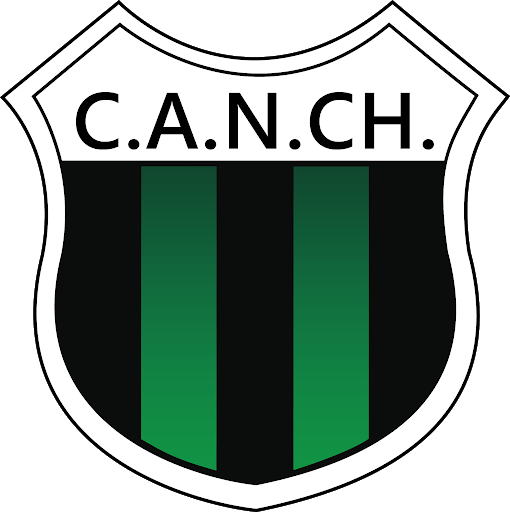
Club Atlético Nueva Chicago (Primera B)
Club Atlético San Martín (Torneo del Interior)

## Torneo Reducido
Los equipos ranqueados del 2.º al 10.º puesto del Campeonato Nacional B 1990-91, disputaron un Reducido de Ascenso por un segundo cupo para la Primera División. A estos 9 equipos se les sumaron los tres equipos recientemente ascendidos a la B Nacional: el Club Atlético Central Córdoba (campeón de la Primera B 1989-90), el Club Atlético Nueva Chicago y el Club Atlético San Martín (ascendidos del Campeonato de Primera B y el Torneo del Interior 1990-91 respectivamente, que lograron sus ascensos a través de los Torneos Zonales). Para todos los cruces, se establecieron ventajas deportivas a favor de los equipos que disputaron el Campeonato Nacional B, dependiendo de las posiciones en que finalizaron y también con relación a los 3 equipos recientemente ascendidos. 
En esta oportunidad, como el Club Cipolletti finalizó el año en zona de descenso directo, a pesar de haber clasificado en cuarta colocación, fue impedido de participar de este certamen. Por tal motivo, los cupos se corrieron del 5.º al 11.º puesto, viéndose beneficiada para participar, la Asociación Mutual Social y Deportiva Atlético de Rafaela. 
El ganador de este torneo fue el Club Atlético Belgrano, que obtuvo la segunda plaza para ascender a la Primera División.

### Cuadro de desarrollo
|  | Octavos de final                        | Octavos de final                   | Octavos de final                        | Octavos de final    |   |                                         | Cuartos de final | Cuartos de final                   | Cuartos de final     | Cuartos de final |   |                                    | Semifinales | Semifinales | Semifinales | Semifinales |  |                                    | Final    | Final | Final | Final |  |
|  |                                         |                                    |                                         |                     |   |                                         |                  |                                    |                      |                  |   |                                    |             |             |             |             |  |                                    |          |       |       |       |  |
|  |                                         |                                    |                                         |                     |   |                                         |                  |                                    |                      |                  |   |                                    |             |             |             |             |  |                                    |          |       |       |       |  |
|  |                                         |                                    |                                         |                     |   |                                         |                  |                                    |                      |                  |   |                                    |             |             |             |             |  |                                    |          |       |       |       |  |
|  |                                         |                                    |                                         |                     |   |                                         |                  |                                    |                      |                  |   |                                    |             |             |             |             |  |                                    |          |       |       |       |  |
|  |                                         |                                    |                                         |                     |   |                                         |                  |                                    |                      |                  |   |                                    |             |             |             |             |  |                                    |          |       |       |       |  |
|  |                                         | Bandera de la Provincia de Córdoba | Belgrano (3.º BN)                       | 3                   | 3 |                                         |                  |                                    |                      |                  |   |                                    |             |             |             |             |  |                                    |          |       |       |       |  |
|  |                                         |                                    |                                         |                     | 3 |                                         |                  |                                    |                      |                  |   |                                    |             |             |             |             |  |                                    |          |       |       |       |  |
|  |                                         |                                    | Bandera de la Provincia de Santa Fe     | Central Córdoba (R) | 3 | 1                                       |                  |                                    |                      |                  |   |                                    |             |             |             |             |  |                                    |          |       |       |       |  |
|  | Bandera de la Provincia de Buenos Aires | Almirante Brown                    | Bandera de la Provincia de Santa Fe     | Central Córdoba (R) | 3 | 1                                       | 3                | 4                                  |                      |                  |   |                                    |             |             |             |             |  |                                    |          |       |       |       |  |
|  | Bandera de la Provincia de Buenos Aires | Almirante Brown                    |                                         |                     |   |                                         |                  |                                    |                      |                  |   |                                    |             |             |             |             |  |                                    |          |       |       |       |  |
|  | Bandera de la Provincia de Santa Fe     | Central Córdoba (R)                | 3                                       | 6                   |   |                                         |                  |                                    |                      |                  |   |                                    |             |             |             |             |  |                                    |          |       |       |       |  |
|  | Bandera de la Provincia de Santa Fe     | Central Córdoba (R)                | 3                                       | 6                   |   |                                         |                  |                                    |                      |                  |   | Bandera de la Provincia de Córdoba | Belgrano    | 0           | 2           |             |  |                                    |          |       |       |       |  |
|  |                                         |                                    |                                         |                     |   |                                         |                  |                                    |                      |                  |   | Bandera de la Provincia de Córdoba | Belgrano    | 0           | 2           |             |  |                                    |          |       |       |       |  |
|  |                                         |                                    | Bandera de la Provincia de Tucumán      | San Martín (T)      | 1 | 1                                       |                  |                                    |                      |                  |   |                                    |             |             |             |             |  |                                    |          |       |       |       |  |
|  | Bandera de la Provincia de Tucumán      | San Martín (T)                     | Bandera de la Provincia de Tucumán      | San Martín (T)      | 1 | 1                                       | 0                | 0                                  |                      |                  |   |                                    |             |             |             |             |  |                                    |          |       |       |       |  |
|  | Bandera de la Provincia de Tucumán      | San Martín (T)                     |                                         |                     |   |                                         |                  |                                    |                      |                  |   |                                    |             |             |             |             |  |                                    |          |       |       |       |  |
|  | Bandera de la Provincia de San Juan     | San Martín (SJ)                    | 0                                       | 0                   |   |                                         |                  |                                    |                      |                  |   |                                    |             |             |             |             |  |                                    |          |       |       |       |  |
|  | Bandera de la Provincia de San Juan     | San Martín (SJ)                    | 0                                       | 0                   |   | Bandera de la Provincia de Tucumán      | San Martín (T)   | 3                                  | 2                    |                  |   |                                    |             |             |             |             |  |                                    |          |       |       |       |  |
|  |                                         |                                    |                                         |                     |   | Bandera de la Provincia de Tucumán      | San Martín (T)   | 3                                  | 2                    |                  |   |                                    |             |             |             |             |  |                                    |          |       |       |       |  |
|  |                                         |                                    | Bandera de la Provincia de Buenos Aires | Douglas Haig        | 2 | 0                                       |                  |                                    |                      |                  |   |                                    |             |             |             |             |  |                                    |          |       |       |       |  |
|  | Bandera de la Provincia de Buenos Aires | Douglas Haig                       | Bandera de la Provincia de Buenos Aires | Douglas Haig        | 2 | 0                                       | 4                | 2                                  |                      |                  |   |                                    |             |             |             |             |  |                                    |          |       |       |       |  |
|  | Bandera de la Provincia de Buenos Aires | Douglas Haig                       |                                         |                     |   |                                         |                  |                                    |                      |                  |   |                                    |             |             |             |             |  |                                    |          |       |       |       |  |
|  | Bandera de la Provincia de Buenos Aires | Deportivo Morón                    | 2                                       | 2                   |   |                                         |                  |                                    |                      |                  |   |                                    |             |             |             |             |  |                                    |          |       |       |       |  |
|  | Bandera de la Provincia de Buenos Aires | Deportivo Morón                    | 2                                       | 2                   |   |                                         |                  |                                    |                      |                  |   |                                    |             |             |             |             |  | Bandera de la Provincia de Córdoba | Belgrano | 1     | 4     |       |  |
|  |                                         |                                    |                                         |                     |   |                                         |                  |                                    |                      |                  |   |                                    |             |             |             |             |  | Bandera de la Provincia de Córdoba | Belgrano | 1     | 4     |       |  |
|  |                                         |                                    | Bandera de la Provincia de Buenos Aires | Banfield            | 2 | 0                                       |                  |                                    |                      |                  |   |                                    |             |             |             |             |  |                                    |          |       |       |       |  |
|  |                                         |                                    | Bandera de la Provincia de Buenos Aires | Banfield            | 2 | 0                                       |                  |                                    |                      |                  |   |                                    |             |             |             |             |  |                                    |          |       |       |       |  |
|  |                                         |                                    |                                         |                     |   |                                         |                  |                                    |                      |                  |   |                                    |             |             |             |             |  |                                    |          |       |       |       |  |
|  |                                         |                                    |                                         |                     |   |                                         |                  |                                    |                      |                  |   |                                    |             |             |             |             |  |                                    |          |       |       |       |  |
|  |                                         |                                    |                                         |                     |   |                                         |                  |                                    |                      |                  |   |                                    |             |             |             |             |  |                                    |          |       |       |       |  |
|  |                                         |                                    |                                         |                     |   |                                         |                  |                                    |                      |                  |   |                                    |             |             |             |             |  |                                    |          |       |       |       |  |
|  |                                         |                                    |                                         |                     |   |                                         |                  |                                    |                      |                  |   |                                    |             |             |             |             |  |                                    |          |       |       |       |  |
|  |                                         |                                    |                                         |                     |   |                                         |                  |                                    |                      |                  |   |                                    |             |             |             |             |  |                                    |          |       |       |       |  |
|  |                                         |                                    |                                         |                     |   |                                         |                  |                                    |                      |                  |   |                                    |             |             |             |             |  |                                    |          |       |       |       |  |
|  |                                         |                                    |                                         |                     |   |                                         |                  |                                    |                      |                  |   |                                    |             |             |             |             |  |                                    |          |       |       |       |  |
|  |                                         |                                    |                                         |                     |   |                                         |                  | Bandera de la Provincia de Tucumán | At. Tucumán (2.º BN) | 0                | 0 |                                    |             |             |             |             |  |                                    |          |       |       |       |  |
|  |                                         |                                    |                                         |                     |   |                                         |                  |                                    |                      |                  | 0 |                                    |             |             |             |             |  |                                    |          |       |       |       |  |
|  |                                         |                                    | Bandera de la Provincia de Buenos Aires | Banfield            | 2 | 2                                       |                  |                                    |                      |                  |   |                                    |             |             |             |             |  |                                    |          |       |       |       |  |
|  | Bandera de la Provincia de Buenos Aires | Banfield                           | Bandera de la Provincia de Buenos Aires | Banfield            | 2 | 2                                       | 1                | 3                                  |                      |                  |   |                                    |             |             |             |             |  |                                    |          |       |       |       |  |
|  | Bandera de la Provincia de Buenos Aires | Banfield                           |                                         |                     |   |                                         |                  |                                    |                      |                  |   |                                    |             |             |             |             |  |                                    |          |       |       |       |  |
|  | Bandera de la Ciudad de Buenos Aires    | Nueva Chicago                      | 1                                       | 0                   |   |                                         |                  |                                    |                      |                  |   |                                    |             |             |             |             |  |                                    |          |       |       |       |  |
|  | Bandera de la Ciudad de Buenos Aires    | Nueva Chicago                      | 1                                       | 0                   |   | Bandera de la Provincia de Buenos Aires | Banfield         | 0                                  | 1                    |                  |   |                                    |             |             |             |             |  |                                    |          |       |       |       |  |
|  |                                         |                                    |                                         |                     |   | Bandera de la Provincia de Buenos Aires | Banfield         | 0                                  | 1                    |                  |   |                                    |             |             |             |             |  |                                    |          |       |       |       |  |
|  |                                         |                                    | Bandera de la Provincia de Córdoba      | Instituto           | 0 | 0                                       |                  |                                    |                      |                  |   |                                    |             |             |             |             |  |                                    |          |       |       |       |  |
|  | Bandera de la Provincia de Córdoba      | Instituto                          | Bandera de la Provincia de Córdoba      | Instituto           | 0 | 0                                       | 1                | 2                                  |                      |                  |   |                                    |             |             |             |             |  |                                    |          |       |       |       |  |
|  | Bandera de la Provincia de Córdoba      | Instituto                          |                                         |                     |   |                                         |                  |                                    |                      |                  |   |                                    |             |             |             |             |  |                                    |          |       |       |       |  |
|  | Bandera de la Provincia de Santa Fe     | Atlético Rafaela                   | 1                                       | 1                   |   |                                         |                  |                                    |                      |                  |   |                                    |             |             |             |             |  |                                    |          |       |       |       |  |
|  | Bandera de la Provincia de Santa Fe     | Atlético Rafaela                   | 1                                       | 1                   |   |                                         |                  |                                    |                      |                  |   |                                    |             |             |             |             |  |                                    |          |       |       |       |  |
|  |                                         |                                    |                                         |                     |   |                                         |                  |                                    |                      |                  |   |                                    |             |             |             |             |  |                                    |          |       |       |       |  |

Nota: En la línea superior de cada llave, figuran los equipos que definieron las llaves de vuelta de local, por tener ventaja deportiva. En caso de empate global, prevalecía dicha ventaja.

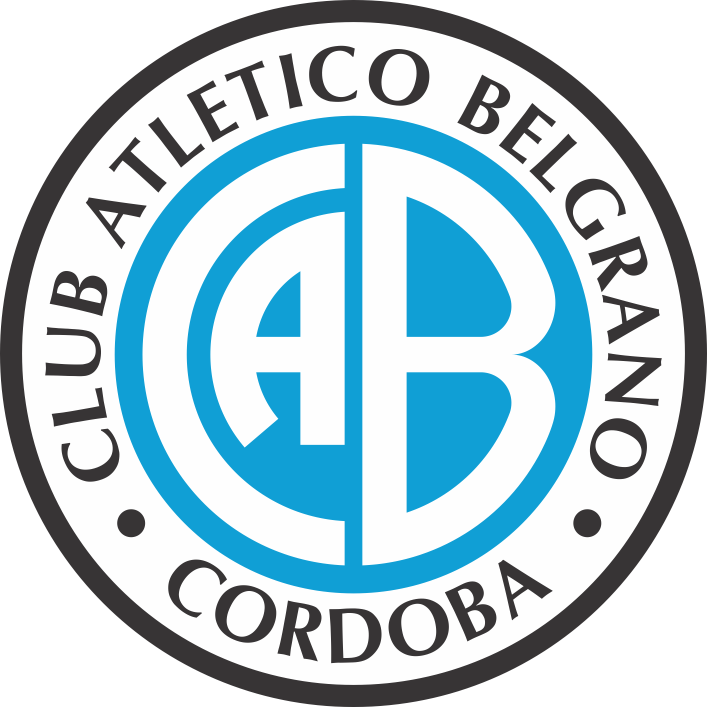
Club Atlético Belgrano Ascendido a Primera División.

## Tabla de descenso
Para su confección se tomaron en cuenta las campañas de las últimas tres temporadas. Los equipos que tuvieron los dos peores promedios jugaron el Torneo permanencia con equipos de la Primera C para mantener la categoría.
| Pos  | Equipo              | 1988/89 | 1989/90 | 1990/91 | Total | PJ | Promedio |
| ---- | ------------------- | ------- | ------- | ------- | ----- | -- | -------- |
| 01.º | Central Córdoba (R) | 36      | 34      | 40      | 110   | 92 | 1,196    |
| 02.º | Nueva Chicago       | 26      | 37      | 39      | 102   | 92 | 1,109    |
| 03.º | Estudiantes         | 34      | 32      | 33      | 99    | 92 | 1,076    |
| 04.º | Almagro             | 26      | 26      | 39      | 91    | 92 | 0,989    |
| 05.º | Deportivo Merlo     | 29      | 36      | 25      | 90    | 92 | 0,978    |
| 06.º | Argentino (R)       | -       | -       | 29      | 29    | 30 | 0,967    |
| 07.º | Los Andes           | -       | -       | 29      | 29    | 30 | 0,967    |
| 08.º | Arsenal             | 22      | 29      | 37      | 88    | 92 | 0,957    |
| 09.º | Temperley           | -       | 29      | 29      | 58    | 62 | 0,935    |
| 10.º | All Boys            | 23      | 39      | 22      | 84    | 92 | 0,913    |
| 11.º | Ituzaingó           | -       | 30      | 25      | 55    | 62 | 0,887    |
| 12.º | El Porvenir         | 17      | 36      | 28      | 81    | 92 | 0,880    |
| 13.º | San Miguel          | 28      | 23      | 30      | 81    | 92 | 0,880    |
| 14.º | Chacarita Juniors   | -       | 27      | 27      | 54    | 62 | 0,871    |
| 15.º | Berazategui         | -       | -       | 25      | 25    | 30 | 0,833    |
| 16.º | Deportivo Armenio   | -       | -       | 21      | 21    | 30 | 0,700    |

|  |                               |
|  | Jugaron el Torneo permanencia |

## Torneo permanencia
Los equipos ubicados en el decimoquinto y decimosexto puesto de la tabla de descenso jugaron una serie a doble partido contra los dos equipos de la Primera C mejor ubicados en la tabla de posiciones final que no hubieran obtenido el ascenso.
| Luján                                                                      | 1 - 0 | Berazategui | Municipal de Luján | 8 de junio de 1991  |
| Berazategui                                                                | 1 - 3 | Luján       | Norman Lee         | 15 de junio de 1991 |
| Luján logró el ascenso, mientras que Berazategui descendió a la Primera C. |       |             |                    |                     |

| Comunicaciones                                                                                  | 0 - 3 | Deportivo Armenio | Islas Malvinas | 8 de junio de 1991  |
| Deportivo Armenio                                                                               | 3 - 0 | Comunicaciones    | Arsenal        | 15 de junio de 1991 |
| Deportivo Armenio mantuvo la categoría, mientras que Comunicaciones se mantuvo en la Primera C. |       |                   |                |                     |